# Kiriat Tivon
Kiriat Tivon (ebraică: קריית טבעון) este un orășel cu statut de consiliu local, în Galileea în nordul Israelului. Comunitatea avea în anul 2006, 14.000 locuitori.

## Date geografice
Localitatea se află la est de Muntele Carmel în districtul Haifa.

## Personalități marcante
- Rina Messinger, fotomodel, Miss Universe în 1976